# Express AMU1/Eutelsat 36C
O Express AMU1/Eutelsat 36C é um satélite de comunicação geoestacionário russo da série Express que foi construído pela Airbus Defence and Space (antiga EADS Astrium), sob contrato feito pela RSCC (Russian Satellite Communications Company). Ele está localizado na posição orbital de 36 graus de longitude leste e é operado em conjunto pela RSCC e Eutelsat. O satélite foi baseado na plataforma Eurostar-3000 e sua vida útil estimada é de 15 anos.

## História
A Russian Satellite Communications Company (RSCC) selecionou em janeiro de 2013 a EADS Astrium para construir e lançar o satélite de comunicações Express AMU1.
A Eutelsat alugou a capacidade do novo satélite e comercializa esta capacidade do Express AMU1 sob o nome de Eutelsat 36C.

## Lançamento
O satélite foi lançado com sucesso ao espaço no dia 24 de dezembro de 2015, às 21:31 UTC, por meio de um veículo Proton-M/Briz-M a partir do Cosmódromo de Baikonur, no Cazaquistão. Ele tinha uma massa de lançamento de 5.700 kg.

## Capacidade e cobertura
O Express AMU1/Eutelsat 36C é um satélite de alta capacidade, com até 70 transponders, para fornecer cobertura da parte europeia da Federação Russa nas bandas Ku e Ka, além de garantir a continuidade dos serviços e crescimento para os mercados de transmissões desenvolvidos pela Eutelsat na África subsaariana.
O satélite tem o propósito de fornecer serviços e expandir a capacidade do satélite Eutelsat 36A. Ele transformou a infraestrutura de transmissão da posição orbital de 36 graus leste, em um sistema mais amplo para suportar mais serviços de televisão e aplicativos baseados em IP para combinar o desenvolvimento do mercado de entretenimento digital da Rússia.